# Zveza geografov Slovenije
Zveza geografov Slovenije (predhodno Zveza geografskih društev Slovenije; kratica ZGS) je krovna stanovska organizacija slovenskih geografov. Ustanovljena je bila leta 1922 v Ljubljani kot Geografsko društvo Slovenije. Ustanovili so ga študenti in diplomanti slovenske Univerze v Ljubljani. 
Sedanjo zvezo sestavlja več območnih ter strokovnih društev. Je tudi članica Mednarodne geografske zveze ter evropskih združenj geografov EUGEO in EUROGEO.  
Izdaja publikaciji Geografski vestnik in Geografski obzornik.

## Organiziranost
Zvezo vodi izvršni odbor. 
Delujoča društva so:
- Ljubljansko geografsko društvo
- Geografsko društvo Maribor
- Gorenjsko geografsko društvo
- Društvo učiteljev geografije Slovenije
- Društvo mladih geografov Slovenije
- Društvo študentov geografije Maribor.

Zveza ustanavlja občasne in stalne komisije. Stalne komisije so:
- Komisija za hidrogeografijo
- Komisija za politično geografijo
- Komisija za uporabo geografskih informacijskih sistemov pri varovanju okolja.

## Odlikovanja in nagrade
Leta 1998 je zveza prejela srebrni častni znak svobode Republike Slovenije z naslednjo utemeljitvijo: »ob petinsedemdesetletnici delovanja za zasluge pri bogatitvi slovenske geografske znanosti in njene organiziranosti.«
ZGS in Anton Gosar sta bila ob 150. obletnici Avstrijskega geografskega društva nagrajena s častnim članstvom.